# Središnja Italija
Središnja Italija (talijanski Italia centrale ili Centro; "Središte", "centar") je jedna od pet službenih statističkih regija Italije koje koristiti Nacionalni statistički institut (ISTAT). Pod time se podrazumijeva i istoimena NUTS regija prve razine i izborna jedinica Europskog parlamenta. Centralna Italija sadrži 4 od 20 pokrajina Italije:
- Lazio
- Marche
- Toskana
- Umbrija